# Ja, Panik
Ja, Panik est un groupe autrichien de rock indépendant, originaire de Vienne, puis basé à Berlin, en Allemagne.

## Histoire
Le groupe est formé en novembre 2005 à Vienne par Andreas Spechtl, Stefan Pabst, Christian Treppo et Manuel Dinhof. Un an plus tard, Dinhof quittait déjà le groupe et est remplacé par Sebastian Janata à la batterie. Lors de leur première tournée en Allemagne, Thomas Schleicher a accompagné le groupe en tant que roadie. Peu de temps après, il joue son premier concert en tant que guitariste, et est membre permanent jusqu'en 2012. En 2012, Christian Treppo quitte également le groupe, et est remplacé par la musicienne viennoise Laura Landergott, qui est depuis membre permanent. Christian Treppo fait cependant à nouveau partie de Ja, Panik depuis 2021. Il est responsable de l'éclairage et de la conception de la scène lors de leurs concerts live et est également répertorié comme musicien invité sur les prochains disques.
En tant que musiciennes live, Rabea Erradi, ancienne bassiste du groupe hambourgeois Die Heiterkeit, et la musicienne finlandaise Annea Lounatvouri se produisent toutes deux avec Ja, Panik depuis 2021.
Depuis 2005, sept disques sont publiés ainsi que plusieurs EP, singles et collaborations avec d'autres artistes. Ja, Panik est considéré par la presse spécialisée comme l'un des groupes germanophones les plus influents de sa génération. En 2016, à l'occasion du dixième anniversaire du groupe, une autobiographie en partie fictive intitulée Futur II est publiée par la maison d'édition berlinoise Verbrecher Verlag.
Entre 2005 et 2012, les membres vivent dans une colocation commune à Vienne et à Berlin. Le groupe se désigne lui-même comme Die Gruppe Ja, Panik et se considère davantage comme un collectif d'artistes que comme un simple groupe de musique. Ainsi, depuis le début, ils sont également responsables de la plupart des pochettes d'album et des clips, écrivent des livres, des manifestes et tournent en 2012 un film avec le réalisateur autrichien Georg Tiller, dont la première a lieu à la Berlinale. En outre, depuis 2021, ils gèrent leur propre studio à Berlin, les Studios Für Erwachsenbildung. Depuis 2024, ils ont également leur propre label discographique homonyme.

## Discographie

### Albums studio
- 2006 : Ja, Panik (Schoenwetter / Tenstaag)
- 2007 : The Taste and the Money (Schoenwetter / Zickzack)
- 2009 : The Angst and the Money (Staatsakt)
- 2011 : DMD KIU LIDT (Staatsakt)
- 2014 : Libertatia (Staatsakt)
- 2021 : Die Gruppe
- 2024 : Don’t Play With the Rich Kids

### Apparitions
- 2010 : Paris (split vinyle avec Hans Unstern ; Nein, Gelassenheit)
- 2010 : The Essling-Tapes (cassette split avec Goldsoundz)
- 2011 : Das große bunte Kochbuch der Gruppe Ja, Panik (Nein, Gelassenheit)
- 2011 : Ja, Panik: Schriften – Erster Teil (Nein, Gelassenheit)
- 2012 : Für den nächstbesten Dandy (split vinyle avec Die Heiterkeit ; Nein, Gelassenheit)